# Medvež'egorsk
Medvežegorsk (in russo Медвежьегорск?; in finnico Karhumäki; traslitterata anche come Medvezhegorsk) è una città della Russia, capoluogo del rajon Medvež'egorskij nella Repubblica di Carelia
È posta sulla linea ferroviaria che va a Murmansk, a sud del Mar Bianco e a nord est del Lago Onega ed è attraversata dal Canale Mar Bianco-Mar Baltico.
Medvežegorsk è restata un villaggio fino al diciassettesimo secolo ed ha dovuto attendere il 1916 per avere lo status di città, a quei tempi si chiamava Medvežja Gora (letteralmente, Monte Orso). La città assunse l'attuale denominazione nel 1938. La popolazione, che era cresciuta dai 15.800 abitanti nel 1959 fino ai 28.300 nel 1996, è in declino da un decennio, fino a ridursi a 16.551 abitanti nel 2005.